# Betrayer
Betrayer est un groupe polonais de death metal, originaire de Słupsk.

## Histoire
Formé en 1989 à Słupsk, en Pologne, le groupe se compose de Wojciech « Molly » Moliński (batterie, chant), Maciej « Northon » Maciejewski (guitare), Mariusz « Morris » Zieliński (guitare) et Maciej Różański (guitare basse). À l'époque, le groupe oscille dans le genre thrash metal. Après le départ de l'ancien bassiste Maciej Różański et l'arrivée de Piotr « Berial » Kuzioła, le groupe change de style pour s'orienter vers le death metal.
Le décès de Mariusz Zieliński oblige le groupe à chercher un nouveau musicien. Celui-ci devient l'ancien guitariste du groupe Slaughter basé à Koszalin, Maciej « Ripper » Krzysiek. Le conflit au sein du groupe, qui atteint son paroxysme après le Jarocin Festival en 1992, entraîne le départ du guitariste Maciej « Northon » Maciejewski. Sa place, après une longue recherche, est prise par Marcin « Ryju » Rojewski, un musicien du groupe Mortify de Slupsk. C'est dans cette formation que le groupe joue jusqu'à la fin de son existence. La fin officielle de l'activité du groupe est considérée comme le Jarocin Festival en 1994.
Le groupe reprend ses activités en 2013.

## Discographie
- 1990 : Forbidden Personality (démo)[1]
- 1991 : Necronomical Exmortis (démo, Carnage Records)[1]
- 1994 : Calamity (album, 1994, Morbid Noizz Productions, Nuclear Blast Records)[1]
- 2004 : Calamity / Necronomical Exmortis (compilation, Apocalypse Productions)[1]
- 2015 : Infernum in Terra (album, 2015, Mystic Production, Witching Hour Productions)